# Герхард III фон Епщайн
Герхард III фон Епщайн (на немски: Gerhard III von Eppenstein; * ок. 1225; † сл. 1246, пр. 1252) е господар на Епщайн в Браубах.

## Произход
Той е син на Герхард II фон Епщайн († сл. 28 ноември 1240, пр. 23 май 1246). Внук е на Готфрид I фон Епщайн († 1223) и на Изалда фон Вид († 1223), дъщеря на граф Дитрих I фон Вид. Брат е на Вернер фон Епщайн (* ок. 1225, † 2 април 1284), от 1259 г. архиепископ на Майнц.
От 1219 г. той се нарича Герхард фон Браубах.

## Фамилия
Герхард III се жени за Елизабет фон Насау (* ок. 1225, † сл. 1295), дъщеря на граф Хайнрих II „Богатия“ фон Насау и съпругата му графиня Мехтилд фон Гелдерн-Цутфен. Те имат децата:
- Герхард IV („Млади“) († сл. 1265, пр. 5 януари 1269)
- Елизабет († 1271), омъжена за Еберхард I фон Катценелнбоген († 23 август 1311)
- Мехтилд(ис) (* ок. 1270; † 1303), омъжена за Попо (Бопо) IV фон Вертхайм († пр. 1283)
- дъщеря, омъжена за Ото фон Бикенбах (* пр. 1245; † сл. 1307)